# Mission Aviation Fellowship

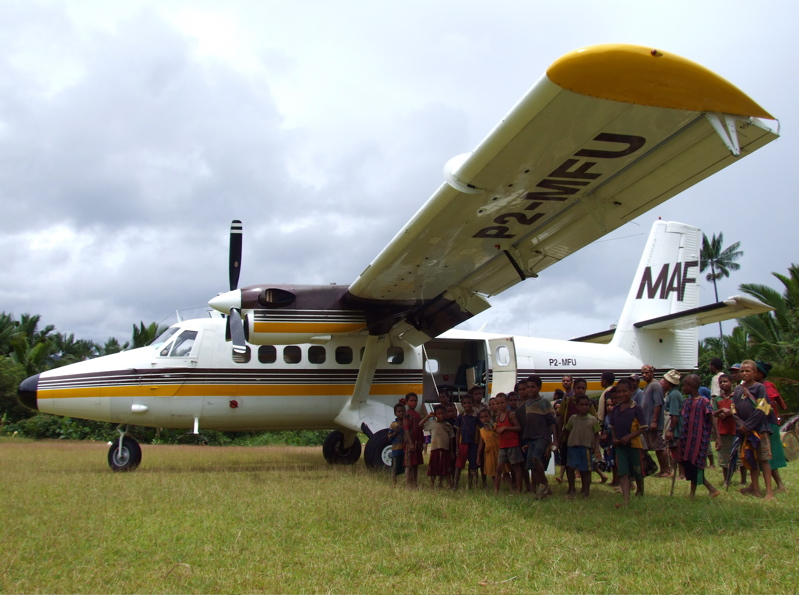
De Havilland Canada DHC-6 der MAF

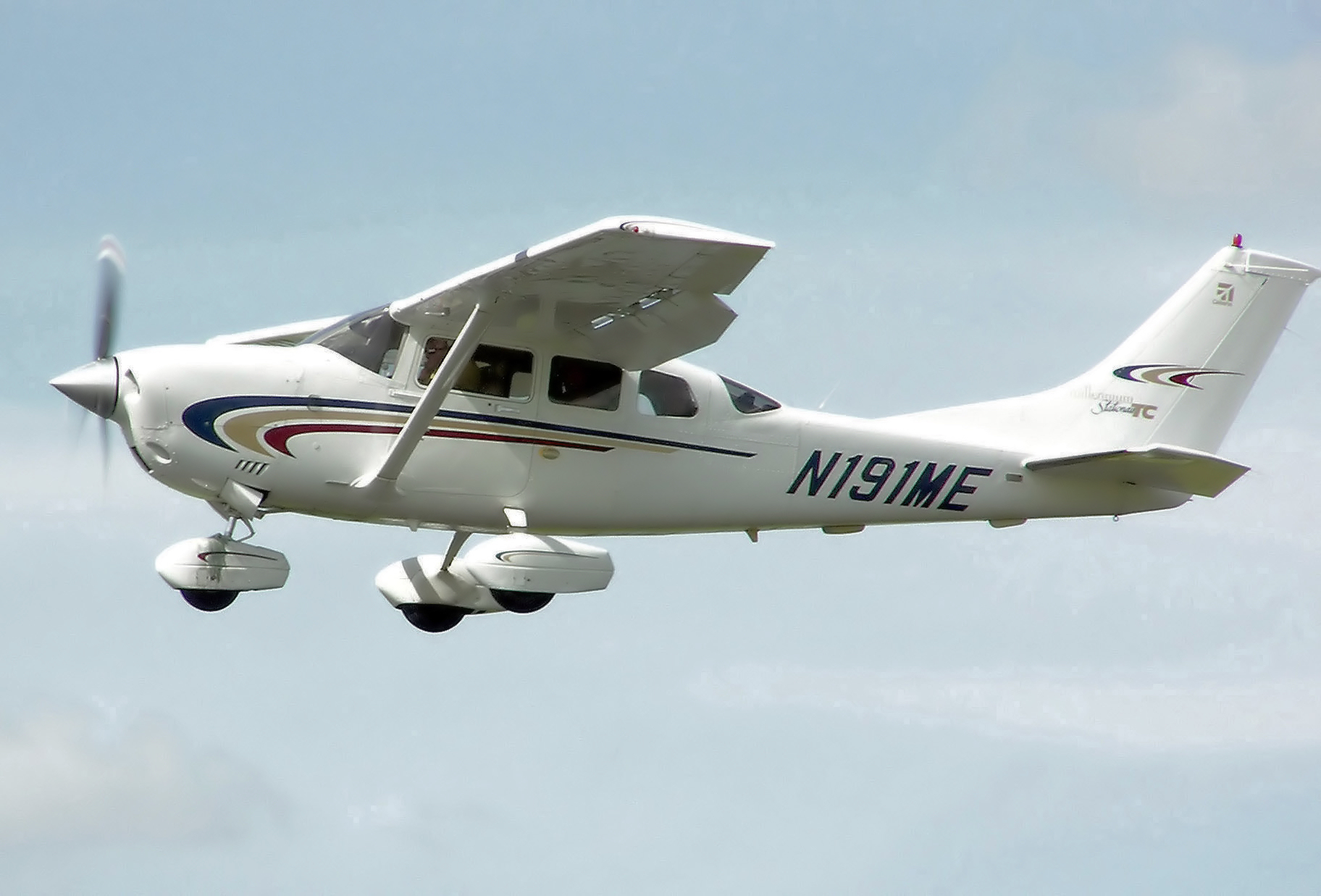
Das meistverwendete „Arbeitstier“ der MAF: Cessna 206, ausreichend für fünf Passagiere oder 650 kg Nutzlast

Mission Aviation Fellowship (MAF) (deutsch etwa Missions-Luftfahrt-Gesellschaft) ist ein weltweit tätiges, spendenfinanziertes, unabhängiges christliches Missionswerk mit dem Ziel, in unwegsamen Ländern und Gebieten der Erde die mangels Straßennetz unentbehrliche fliegerische Infrastruktur für dort tätige Missions- und Hilfswerke zur Verfügung zu stellen.

## Geschichte und Grundlagen
1943 begannen zunächst einige US-amerikanische Piloten, ihren Traum von einem organisierten humanitären Einsatz der Fliegerei in die Tat umzusetzen. Bald stießen Kollegen aus anderen Ländern dazu. Am 20. Mai 1945 gründeten sie die Christian Airmen’s Missionary Fellowship (CAMF) (deutsch: „Missionarische Gesellschaft christlicher Luftfahrer“), die später in MAF umbenannt wurde. Der erste Flugeinsatz fand 1946 in Mexiko statt. 1991 wurde MAF-Link Support in Wienhausen gegründet und 1992 in MAF Germany e. V. umbenannt. Seit 2013 befindet sich die Zentrale in Siegen. Das Büro von MAF Schweiz befindet sich in Langenthal.
MAF hat weltweit etwa 1250 Mitarbeiter aus verschiedenen Konfessionen und arbeitet für über 2000 kirchliche und humanitäre Organisationen. Unter den rund 330 Piloten sind zehn Deutsche.
MAF arbeitet auf der Grundlage einer biblisch fundierten christlichen Weltanschauung und des christlichen Missionsbefehls, formuliert in einem Kanon von Glaubensgrundsätzen, den jeder Mitarbeiter des Werkes für sich persönlich anerkennt. Darüber hinaus besteht bewusst keine Verbindung zu einer speziellen Konfession oder Glaubensrichtung; bei MAF arbeiten gläubige Christen jeglicher Couleur mit.

## Struktur
Im September 2006 haben sich mehrere MAF-Partnerorganisationen zu MAF-International mit Sitz in Ashford/England zusammengeschlossen. Dazu gehören:
- MAF Australia
- MAF Denmark
- MAF Finland
- MAF France
- MAF Germany
- MAF Italy
- MAF Netherlands
- MAF New Zealand
- MAF Norway
- MAF South Africa
- MAF Sweden
- MAF Switzerland
- MAF UK

Jedes MAF-Einsatzland ist einem dieser Werke fest zugeordnet. MAF ist in über 25 Ländern tätig, so zum Beispiel in Papua-Neuguinea, Osttimor, Madagaskar, der Mongolei, dem Tschad, Liberia und Tansania.

## Aktivitäten

### Luftfahrt
Die Tätigkeiten von MAF umfassen Material- und Personaltransporte ebenso wie Rettungseinsätze oder Erkundungsflüge zur medizinischen Grundversorgung der Bevölkerung. Die Flugzeugflotte wird von MAF-eigenen Technikern gewartet, ebenso führt MAF die Organisation und Überwachung des Flugbetriebes selbst durch und unterstützt die örtliche Bevölkerung ihrer Flugziele bei der Anlegung und Pflege von Landepisten.
2015 wurden von MAF weltweit etwa 1500 Ziele angeflogen, hauptsächlich kleine Dörfer mit einfachen Landepisten. Damit landet MAF auf mehr Flugplätzen und Pisten als jede andere Fluggesellschaft. In über 43.000 Flugstunden wurden auf mehr als 9 Millionen Kilometern 17.800 Passagiere und rund 6000 Tonnen Frachtgut transportiert. MAF operiert mit 135 Flugzeugen in über 37 Ländern.

### Andere
Neben der Fliegerei engagiert sich MAF auch im Aufbau von Informationstechnik durch die Einrichtung von Funkanlagen und Computerkommunikation auch für andere Missionen in entlegenen Gegenden sowie in der allgemeinen Bildung der Bewohner.

## Flotte
Der Flugzeugpark besteht aus:
- Cessna 206 Stationair
- Cessna 208 Caravan
- Cessna 208 Amphibious
- Cessna 182
- Cessna 172
- De Havilland Canada DHC-2 „Beaver“
- De Havilland Canada DHC-6 „Twin Otter“
- Gippsland GA-8 „Airvan“[9]
- Pilatus PC-12
- Quest Aircraft Kodiak
- Quest Aircraft Kodiak Amphibious

## Zwischenfälle
Bei der MAF haben sich drei Unfälle ereignet, davon zwei Geländekollisionen:
- Am 25. Mai 1987 stürzte eine de Havilland Canada DHC-6-100 Twin Otter der indonesischen MAF (Luftfahrzeugkennzeichen PK-MAM) im Anflug auf den Flugplatz Ilaga (Indonesien) in eine Schlucht. Der Pilot und 6 der 29 Passagiere kamen ums Leben. Die de Havilland Canada DHC-6-100 Twin Otter ist für maximal 19 Passagiere zugelassen.[10]

- Am 17. Dezember 1994 kam es zum bis 2019 schwersten Unfall einer DHC-6 Twin Otter überhaupt, als eine solche Maschine der MAF PNG mit dem Luftfahrzeugkennzeichen P2-MFS auf dem Flug von Tabubil nach Selbang in einer Höhe von rund 1950 Meter mit einem Berg kollidierte. Dabei kamen alle 28 Insassen (2 Piloten und 26 Passagiere) ums Leben.[11]

- Am 22. Februar 2005 kollidierte eine weitere DHC-6 Twin Otter der MAF PNG, Kennzeichen P2-MFQ, beim Landeanflug auf den Flugplatz Wobegon mit einem Berg. Dabei wurden die beiden Piloten getötet.[12]

## Finanzierung
Die Finanzierung der weltweiten Flugeinsätze ist zu zwei Dritteln durch Spender, die von den Unterstützerländern akquiriert werden, finanziert. Der überwiegende Teil sind Spenden von Privatpersonen. Ein kleinerer Teil sind institutionelle Beiträge.
Ein weiteres Drittel sind die direkten Einnahmen vor Ort. Hilfswerke, Kirchengemeinschaften und Einzelpersonen tragen nach ihren Möglichkeiten alle etwas zu den Flugkosten bei.